# Küstenbaumratten
Die Küstenbaumratten oder Atlantik-Baumratten (Phyllomys) sind eine Gattung in der Familie der Stachelratten, die hauptsächlich im Osten Brasiliens vorkommt. Die Arten wurden längere Zeit der Gattung Kammstachelratten (Echimys) zugerechnet.
Diese selten gesichteten Nagetiere leben in Wäldern in der Nähe des Atlantiks, klettern auf Bäumen und ernähren sich von Pflanzenteilen. Von verschiedenen Arten wie der Lund-Atlantik-Baumratte (Phyllomys lundi) oder der Kurzhaarigen Atlantik-Baumratte (Phyllomys unicolor) waren bis 2011 nur ein oder zwei Individuen bekannt.

## Merkmale
Das wichtigste Unterscheidungsmerkmal zu den Kammstachelratten sowie den Baumstachelratten (Diplomys) ist der mehrschichtige Aufbau des Zahnschmelzes der oberen Backenzähne bei den Atlantik-Baumratten.
Für die Holotypen von 10 ausgewählten Arten wurden Kopfrumpflängen von 21,2 bis 28 cm sowie Schwanzlängen von 15,7 bis 24 cm registriert. Sie hatten 3,7 bis 4,7 cm lange Hinterfüße und 1,3 bis 1,7 cm lange Ohren. Ein 2016 untersuchtes Exemplar der Lund-Atlantik-Baumratte war mit einer Kopfrumpflänge von 39,8 cm, einer Schwanzlänge von 20,9 cm und einem Gewicht von 174,6 g größer.
Das Fell der Küstenbaumratten kann weich oder mit Stacheln durchmischt sein. Es haut auf der Oberseite eine braune bis rotbraune oder golden-braune Farbe, während die Unterseite von hellem graubraunen bis weißem Fell bedeckt ist. Abgesehen vom Hinterteil sind die Stacheln, wenn vorhanden, sehr klein. Die größten Stacheln sind bis 1,5 mm breit. Der Kopf ist durch große Augen, abgerundete Ohren und lange Vibrissen gekennzeichnet. Die Arten besitzen kurze Gliedmaßen und breite Hinterfüße. Mit Ausnahme des Daumens, der einen Nagel besitzt, sind alle Finger und Zehen mit kräftigen Krallen ausgerüstet. Bei Weibchen und Männchen kommt am Brustbein eine Drüse vor, die bei Letzteren größer ist. Der Schwanz ist bei allen Arten im vorderen Bereich auf etwa 2 cm Länge mit Fell bedeckt. Darauf folgen ein nackter oder gleichfalls fellbedeckter Abschnitt sowie eine Quaste an der Schwanzspitze. Die Zitzen der Weibchen sind mit drei Paaren auf der Brust und einem Paar im Leistenbereich angeordnet.

## Arten und Verbreitung
Gegenwärtig werden 14 Arten in der Gattung gelistet:
- Goldfarbige Küstenbaumratte oder Goldene Atlantik-Baumratte (Phyllomys blainvillii), Bundesstaat Minas Gerais.
- Brasilien-Küstenbaumratte oder Orangebraune Atlantik-Baumratte (Phyllomys brasiliensis), Minas Gerais, früher auch Rio de Janeiro.
- Düstere Küstenbaumratte oder Graue Atlantik-Baumratte (Phyllomys dasythrix), Bundesstaaten Paraná bis Rio Grande do Sul.
- Kerr-Küstenbaumratte oder Kerr-Atlantik-Baumratte (Phyllomys kerri), Bundesstaat São Paulo.
- Helle Küstenbaumratte oder Blasse Atlantik-Baumratte (Phyllomys lamarum), von Paraíba bis Minas Gerais.
- Lund-Küstenbaumratte oder Lund-Atlantik-Baumratte (Phyllomys lundi), Minas Gerais und Rio de Janeiro.
- Sierra-de-Mantiquera-Küstenbaumratte oder Mantiqueira-Atlantik-Baumratte (Phyllomys mantiqueirensis), Hochland von Minas Gerais.
- Langhaar-Küstenbaumratte oder Langhaarige Atlantik-Baumratte (Phyllomys medius), von Minas Gerais bis Rio Grande do Sul.
- Schwarzstachel-Küstenbaumratte oder Schwarzstachlige Atlantik-Baumratte (Phyllomys nigrispinus), von Rio de Janeiro bis Paraná.
- Patton-Küstenbaumratte oder Rostfarbene Atlantik-Baumratte (Phyllomys pattoni), von Paraíba bis São Paulo.
- Südliche Küstenbaumratte (Phyllomys sulinus), im Jahr 2008 neu beschriebene Art,  von São Paulo bis Rio Grande do Sul.
- Riesen-Küstenbaumratte oder Große Atlantik-Baumratte (Phyllomys thomasi), Endemit der Insel Ilhabela.
- Einfarb-Küstenbaumratte oder Kurzhaarige Atlantik-Baumratte (Phyllomys unicolor), Bundesstaat Bahia.
- Zentralbrasilianische Küstenbaumratte (Phyllomys centralis), Bundesstaaten: Minas Gerais und Distrito Federal.

## Status
Verschiedene Arten sind auf ein kleines Territorium begrenzt, das zusätzlich von Waldrodungen bedroht ist. Die IUCN listet zwei Arten als vom Aussterben bedroht (Critically Endangered), drei Arten als stark gefährdet (Endangered) und weitere drei Arten mit ungenügende Datenlage (Data Deficient).

## Belege
1. 1 2 3  Don E. Wilson, DeeAnn M. Reeder (Hrsg.): Mammal Species of the World. A taxonomic and geographic Reference. 3. Auflage. 2 Bände. Johns Hopkins University Press, Baltimore MD 2005, ISBN 0-8018-8221-4 (englisch, Phyllomys).
2. ↑  Loss & Leite: Evolutionary diversification of Phyllomys. In: Journal of Mammalogy. Oxford University Press, 2011, S. 1352–1366, abgerufen am 14. Januar 2018 (englisch).
3. 1 2  Patton, Pardiñas & D’Elía: Mammals of South America. 2. Auflage. University of Chicago Press, 2015, ISBN 0-226-28240-6, S. 915 (Genus Phyllomys).
4. ↑  Emmons et al.: A review of the named forms of Phyllomys. (pdf) In: American Museum Novitates. American Museum of Natural History, 2002, S. 8, abgerufen am 14. Januar 2018 (englisch).
5. ↑  Faria et al.: New record of the rare Atlantic Forest rodent Phyllomys lundi. In: Zoologia (Curitiba). Scielo Brasil, 2016, abgerufen am 14. Januar 2018 (englisch).
6. 1 2  Phyllomys in der Roten Liste gefährdeter Arten der IUCN 2015. Abgerufen am 14. Januar 2018.